# Armands Zeiberliņš
Armands Zeiberliņš (ur. 13 sierpnia 1965) – łotewski piłkarz, grający na pozycji bramkarza, reprezentant Łotwy.

## Kariera piłkarska

### Kariera klubowa
W 1983 rozpoczął karierę piłkarską w klubie Zvejnieks Lipawa. Potem 3 lata służył w wojskowym SKA Rostów nad Donem. W 1987 przeszedł do Szynnika Jarosław, a w następnym roku powrócił do rodzimego Zvejnieksa Lipawa. W latach 1988–1990 bronił barw Wołyni Łuck. W 1990 został zaproszony do Szachtara Donieck, ale nie potrafił przebić się do podstawowego składu i już w kwietniu powrócił do Wołyni Łuck. Po rozpadzie ZSRR piłkarz występował w takich zespołach jak rosyjski Maszynostroitiel Psków, szwedzkie Ope IF i FC Gute, polski KSZO Ostrowiec Świętokrzyski, izraelskie Hapoel Beer Szewa i Hapoel Beit She'an. W międzyczasie zawsze wracał do ojczyzny, gdzie grał w RAF Jelgava, Universitāte Rīga i Liepājas Metalurgs. Na początku 1998 podpisał wieloletni kontrakt z ukraińskim Metałurhem Zaporoże. W koszulce Metałurha występował wiosną 1998, a potem przez wysoką cenę wyznaczoną w kontrakcie nie mógł znaleźć klub, który wykupiłby jego transfer. W lipcu 2001 rozegrał 2 mecze w składzie Wołyni Łuck, który również odmówiła zapłacić zawyżoną cenę za piłkarza. Potem wrócił na Łotwę, gdzie występował w amatorskiej drużynie Monarch Ryga. Zakończył karierę piłkarską.

### Kariera reprezentacyjna
14 kwietnia 1993 zadebiutował w reprezentacji Łotwy w spotkaniu kwalifikacyjnym do MŚ-1994 z Danią przegranym 0:2.

## Kariera trenerska
po zakończeniu kariery zawodniczej rozpoczął pracę jako szkoleniowiec. W 2014 roku stał na czele klubu Daugava Ryga, który prowadził przez rok.

## Sukcesy i odznaczenia
Sukcesy klubowe
- mistrz Ukraińskiej SRR: 1989
- wicemistrz Wtoroj Ligi ZSRR: 1989
- wicemistrz Mistrzostw Łotwy: 1995
- zdobywca Pucharu Łotwy: 1993, 1996

Sukcesy reprezentacyjne
- zdobywca Baltic Cup: 1993, 1995

Odznaczenia
- tytuł Mistrza Sportu ZSRR: 1984